# Dorfkirche Schorba

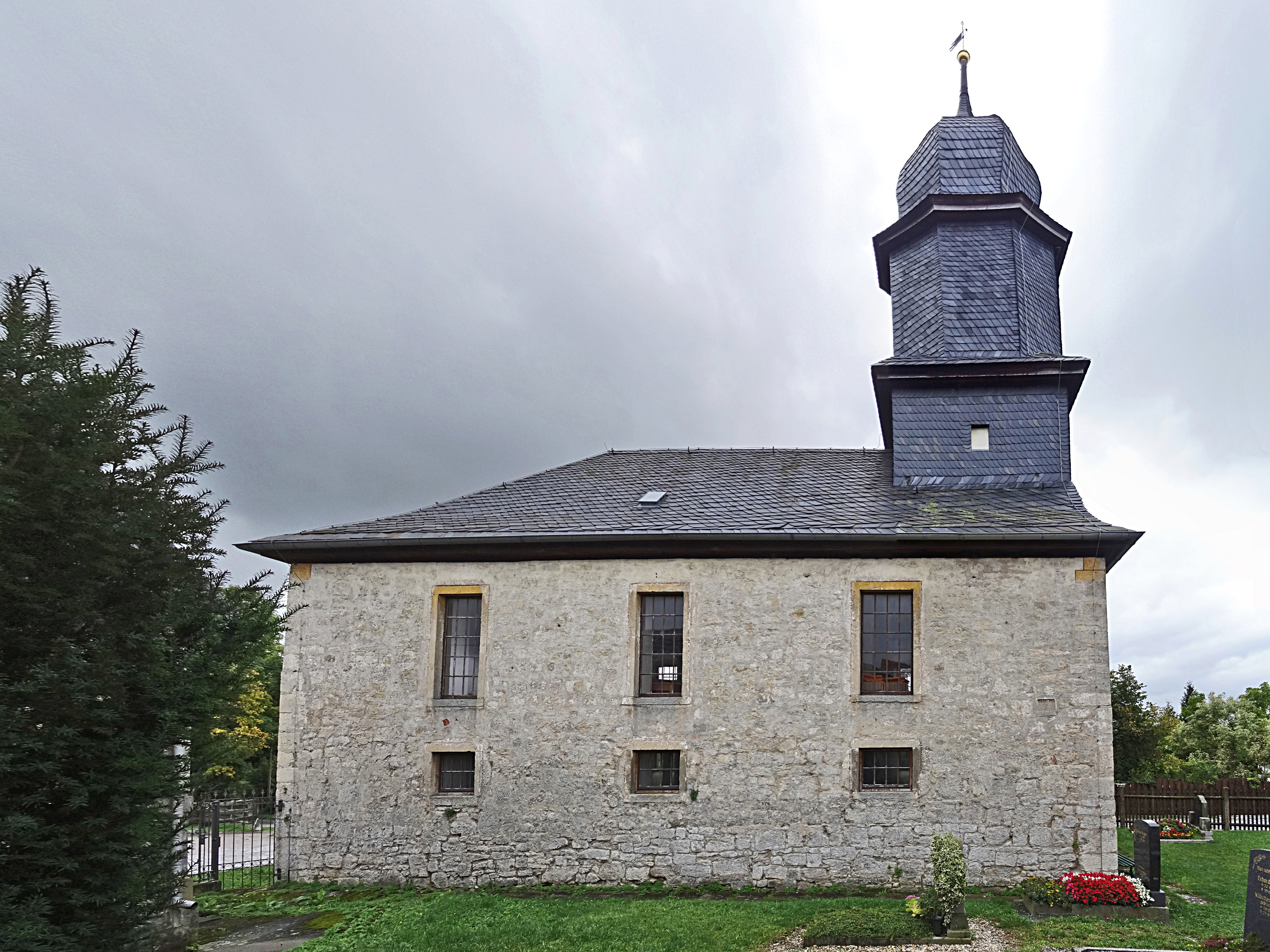
Dorfkirche in Schorba

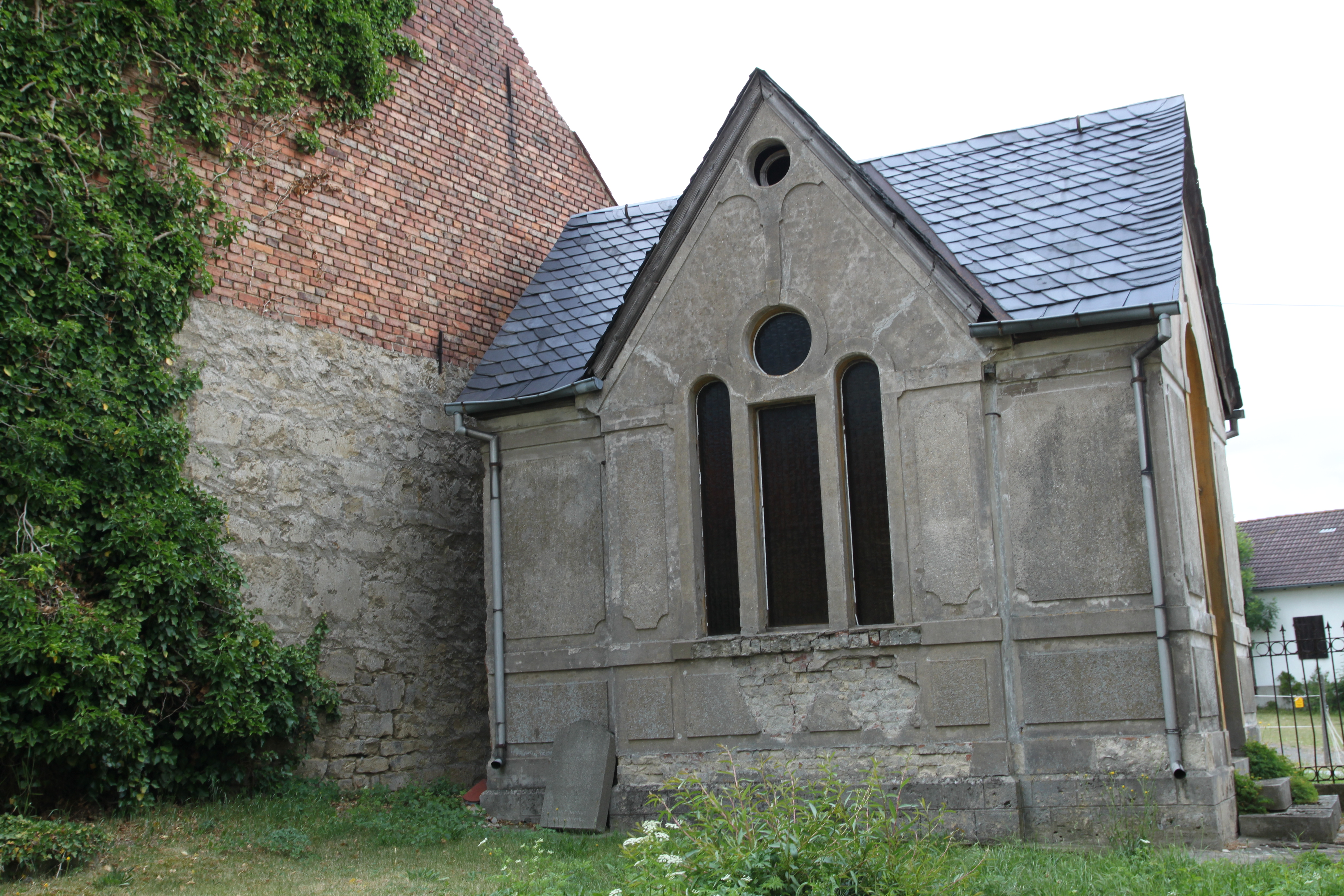
Kapelle auf dem Friedhof in Schorba

Die Dorfkirche Schorba steht im Ortsteil Schorba der Gemeinde Bucha im Saale-Holzland-Kreis in Thüringen. Sie gehört zum Kirchengemeindeverband Magdala im Kirchenkreis Jena der Evangelischen Kirche in Mitteldeutschland.

## Lage
Die Kirche befindet sich zentral im Dorf.

## Geschichte
Die Filialkirche in Schorba ist eine Saalkirche mit einem westlichen Dachturm. 1749/50 ist sie nach Beurteilung alter Gebäudeteile erbaut worden.

## Architektur
Die Kirche ist ein mit zwei Fensterreihen gegliederter einfacher steinsichtiger Rechteckbau.
Der Chor ist durch einen eingeschossigen Prospekt vom Kirchenschiff getrennt. In der Mitte befindet sich der Kanzelaltar mit einem Säulenpaar, ebenso ein Gebälk mit Schalldeckel und mit den Figuren Petrus und Mose. Eine Monogrammkartusche trägt die Jahreszahl 1750.

## Ausstattung
Die Ausstattung des Gotteshauses stammt aus der analysierten Zeit. Es sind besonders die dreiseitige Empore und der Kanzelaltar. Diese wurden im 20. Jahrhundert grundlegend erneuert. Die Emporenstützen sind mit korinthischen Kapitellen neu verziert worden. In der Stuckrahmendecke wurden Schäden ausgebessert oder anderweitig ersetzt.